# شبكة عالمية

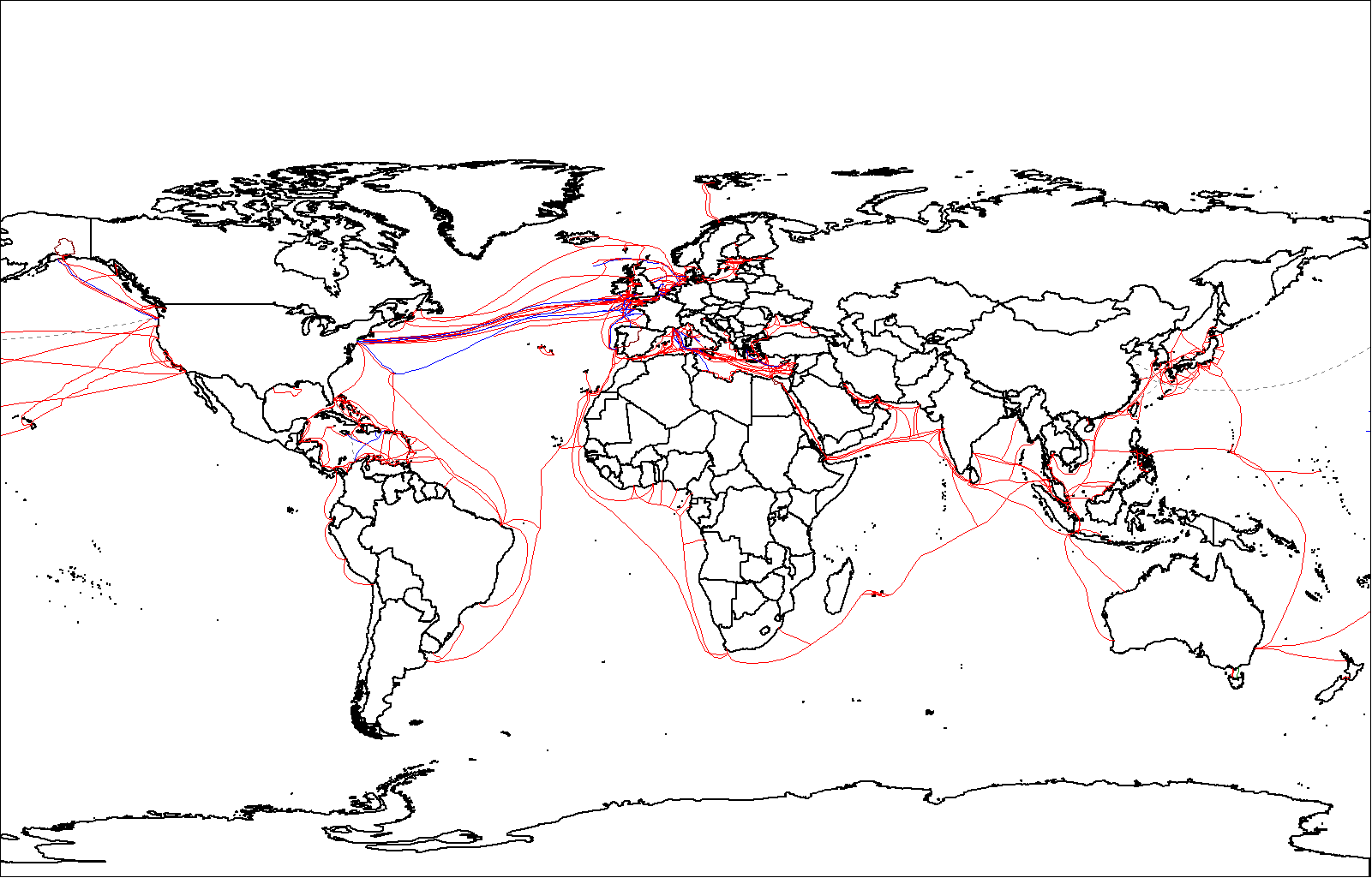
الكبلات البحرية في 2007

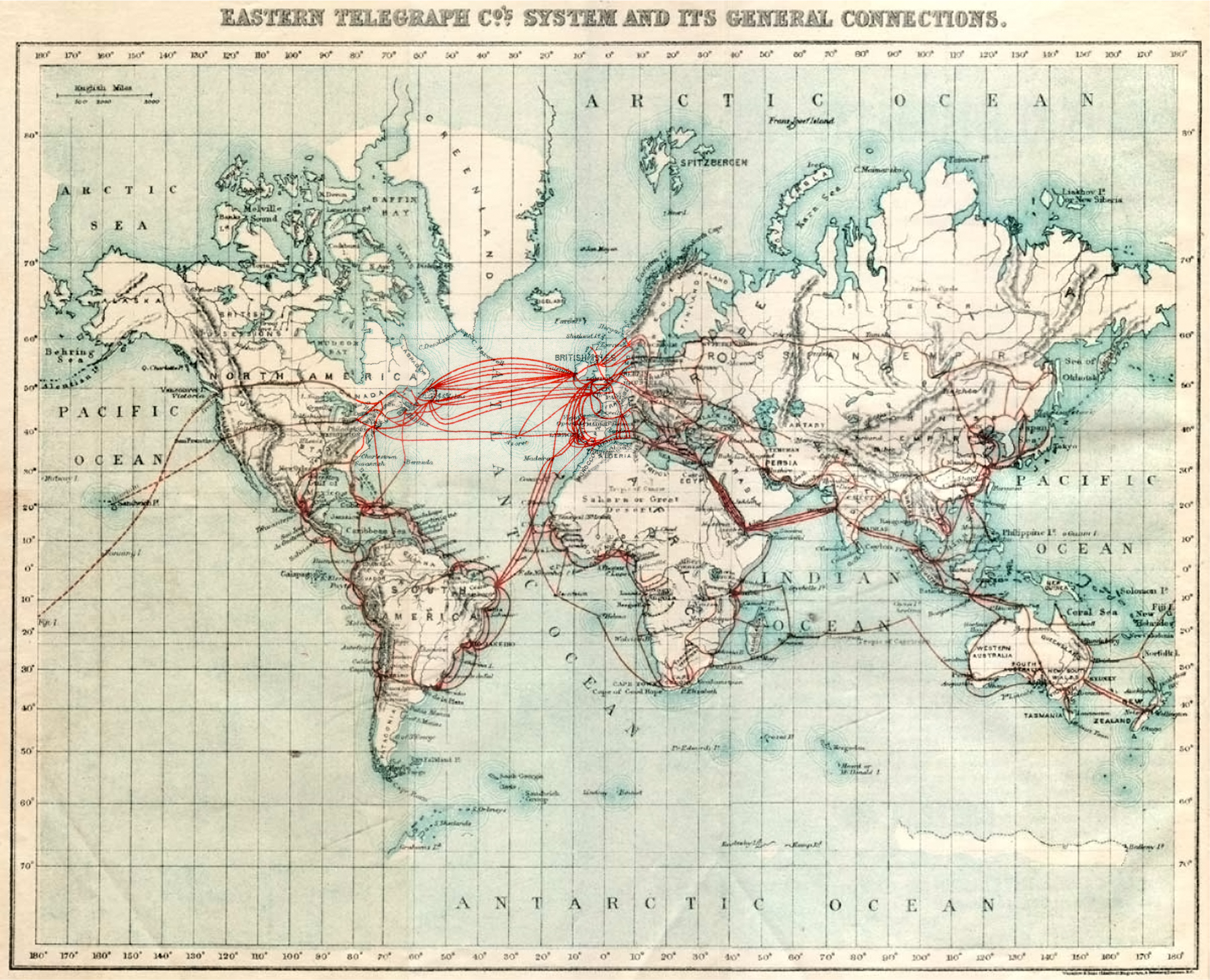
شبكة كبلات الإبراق الشرقي في 1899

الشبكة العالمية هي تمثل شبكة اتصالات واسعة تمتد في أنحاء الأرض بأكملها. ويشير المصطلح، بطريقة أكثر تحديدًا إلى شبكات الاتصال ثنائية الاتجاه، وإلى الشبكات المعتمدة على التكنولوجيا. والشبكات الأولى مثل البريد الدولي وشبكات الاتصال أحادية الاتجاه، مثل الراديو والتلفاز، وغيرهما.
لقد تأسست الشبكة العالمية الأولى باستخدام الإبراق الكهربي وتحقق الانتشار العالمي في عام 1899. وكانت شبكة الهاتف ثاني شبكة تحقق الحالة العالمية، في عقد الخمسينيات من القرن العشرين. وفي الآونة الأخيرة، تشكل شبكات بروتوكول الإنترنت المتصلة (في الأساس تسمى شبكة الإنترنت، ويُقدَّر عدد مستخدميها حوالي 360 مليون شخص في عام 2009)، وشبكة النظام العالمي للاتصالات المحمولة اتصالات الهاتف المحمول (ويُقدَّر عدد مستخدميها بأكثر من 3 مليارات شخص حول العالم في 2009) هي الشبكات العالمية الأكبر على الإطلاق.
يتطلب إعداد الشبكات العالمية جهودًا هائلة ومكلفة وطويلة تدوم لعقود. حيث يجب توفير الاتصالات البينية المحكمة، والتحويل والتوجيه، وتخطيط العناصر المادية الناقلة للمعلومات، مثل الكابلات البحرية والأرضية، والمحطات الأرضية. إضافة إلى ذلك، يشمل السياق مواثيق الاتصالات، والقوانين والاتفاقات.

## شبكات الأقمار الصناعية العالمية
الأقمار الصناعية للاتصالات تُعدّ جزءًا مهمًا من الشبكات العالمية. لكن هناك مدار أرضي منخفض محدد (LEO) وكوكبات أقمار صناعية عالمية، مثل إيريديوم، وجلوبال ستار وأوربكوم، والتي تألفت من العشرات من الأقمار الصناعية المشابهة والتي تم وضعها في مدار في أماكن على مسافات متساوية حيث تشكل شبكة متداخلة، وهي أحيانًا تُرسل وتستقبل المعلومات مباشرة فيما بينها. وبفضل تكنولوجيا في سات، أصبح من الممكن الوصول إلى الإنترنت عبر الأقمار الصناعية.

## شبكات اتصالات المحمول اللاسلكية
يُقدّر أن 80% من سوق اتصالات المحمول العالمية يستخدمون معيار جي إس إم، حيث ينتشرون في أكثر من 212 بلدًا ومنطقة. وانتشارها الواسع يجعل من خاصية التجوال الدولي خاصية شائعة جدًا بين مشغلي الهواتف المحمولة، مما يتيح للمشتركين استخدام هواتفهم في أنحاء عديدة بالعالم. ولتحقيق هذا، يجب أن يكون هناك اتصال بين هذه الشبكات عن طريق أنظمة الند، ولذا نجد أن شبكة جي إس إم شبكة عالمية بحق.

## الاتصال بين الشبكات
لقد تم إيقاف شبكات اتصالات الإبراق والتلكس على مراحل، وهكذا ظهر الاتصال بين الشبكات العالمية الموجودة في عدة نقاط، على سبيل المثال، بين التهاتف الصوتي وشبكات البيانات الرقمية، وبين شبكات الأقمار الصناعية هذه. والكثير من التطبيقات الآن تعمل على شبكات متعددة، مثل الصوت عبر الإنترنت (VoIP). كذلك تم عمل توأمة وثيقة بين شبكات الاتصالات المحمولة (الصوت والبيانات)، لأن أغلب الهواتف المحمولة في القرن الحادي والعشرين تتضمن وظائف الصوت والبيانات (تصفح الإنترنت والمراسلة بالبريد الإلكتروني).
تتطلب الشبكات العالمية الرقمية سعة تحميل كبيرة في خطوط الإنترنت الرئيسية. ويتحقق هذا حاليًا بواسطة كبلات الألياف البصرية.

## التأثير الاجتماعي والاقتصادي
عالم الاجتماع الكندي مارشال ماكلوهان كان أول من تنبأ بالتأثير الكبير لمصفوفة الشبكات العالمية على المجتمع، حيث صاغ المصطلح القرية العالمية. ومع ذلك، فقد كان عمله مرتبطًا بشبكات الراديو والتلفزيون، وهي شبكات إذاعة (أحادية الاتجاه)، وبهذا تنبأ بالتأثير الكبير للإنترنت.
لقد أحدثت الشبكات العالمية ثورة في الاتصالات البشرية عدة مرات. وكان أولها الإبراق الكهربي. لقد كان تأثيره كبيرًا حيث أُطلق عليه الإنترنت الفيكتوري. ولقد تم التوسع في تغطيته عدة مرات مع ظهور الإبراق اللاسلكي، ومع المراسلة النصية باستخدام آلات التلكس.
لقد توصلت شبكات الإنترنت والاتصالات المحمولة إلى أشكال ممكنة وجديدة تمامًا من التفاعل الاجتماعي، والأنشطة والتنظيم، وهذا بفضل ميزاتها الأساسية مثل الانتشار الواسع لصلاحية الاستخدام والوصول، والاتصال الفوري من أي نقطة متصلة بأخرى. لذلك فإن التأثير الاجتماعي لها كان ولا يزال، ضخمًا.